# 99999 (số)
99999 (chín mươi nghìn chín trăm chín mươi chín) là một số tự nhiên liền sau 99998 và liền trước 100000.
- 99999 là số tự nhiên lớn nhất có 5 chữ số.
- 99999 là số chia hết cho 9